# Luis Espada Guntín
Luis Espada Guntín (Ourense, 4 de desembre de 1858 - Madrid, 1937) fou un advocat i polític gallec, va ser ministre d'Instrucció Pública i Belles Arts i ministre de Foment durant el regnat d'Alfons XIII.

## Biografia
Fill de José Espada Novoa, estudià dret a la Universitat de Santiago de Compostel·la i es doctorà a la Universitat de Madrid. El 1880 fou nomenat lletrat del Ministeri de Gràcia i Justícia. Treballà al bufet de Saturnino Álvarez Bugallal i va ser elegit diputat pel Partit Conservador per la circumscripció d'Ourense a de les eleccions generals espanyoles de 1884 i pel de Verín des de les eleccions generals espanyoles de 1891 a les de 1923. Durant la Segona República Espanyola tornarà a obtenir l'escó per Ourense en les eleccions de 1936 en representació de la CEDA.
Va ser ministre de Foment entre el 25 d'octubre i el 9 de desembre de 1915, cartera que tornaria a ocupar entre el 15 de setembre de 1920 i el 13 de març de 1921. També va ser ministre d'Instrucció Pública i Belles Arts entre el 5 de maig i l'1 de setembre de 1920. En 1923 fou nomenat president del Tribunal de Comptes del Regne, càrrec del qual va ser deposat amb la Dictadura del general Primo de Rivera i que tornaria a ocupar en 1930.